# Louis 2. af Monaco
Louis 2. (Louis Honoré Charles Antoine Grimaldi; 12. juli 1870 – 9. maj 1949) var fyrste af Monaco fra den 27. juni 1922 til den 9. maj 1949.
Han levede i et forhold med Marie Juliette Louvet, som var mor til hans eneste barn, Prinsesse Charlotte. Prinsesse Charlotte overlod arveretten af tronen til sin søn, den senere Rainier 3. af Monaco, i 1944, som efterfulgte Louis II i 1949 på tronen. Louis II er oldefar til Monacos nuværende fyrste Albert 2. af Monaco.